# Китай на летних Олимпийских играх 2000
На летних Олимпийских играх 2000 года китайская делегация состояла из 271 человека. Она принимала участие в соревнованиях по 28 видам, выиграла 28 золотых медалей, а всего — 58 медалей (став третьей по этому показателю). Впервые в истории Олимпийских игр китайская делегация попала в первую тройку в неофициальном медальном зачёте.
Специальный административный район Сянган (Гонконг вошёл в состав Китая в 1997 году) был представлен на Олимпийских играх отдельной командой.

## Медалисты
| Медаль | Фамилия Имя                                                       | Вид спорта            | Дисциплина                                               |
| ------ | ----------------------------------------------------------------- | --------------------- | -------------------------------------------------------- |
|        | Ван Липин                                                         | Лёгкая атлетика       | Женщины, ходьба на 20 км                                 |
|        | Цзи Синьпэн                                                       | Бадминтон             | Мужчины, одиночный разряд                                |
|        | Гун Чжичао                                                        | Бадминтон             | Женщины, одиночный разряд                                |
|        | Гэ Фэй и Гу Цзюнь                                                 | Бадминтон             | Женщины, парный разряд                                   |
|        | Гао Лин и Чжан Цзюнь                                              | Бадминтон             | Микст                                                    |
|        | Сюн Ни                                                            | Прыжки в воду         | Мужчины, трамплин                                        |
|        | Тянь Лян                                                          | Прыжки в воду         | Мужчины, вышка                                           |
|        | Фу Минся                                                          | Прыжки в воду         | Женщины, трамплин                                        |
|        | Сяо Хайлян и Сюн Ни                                               | Прыжки в воду         | Мужчины, синхронные прыжки, трамплин                     |
|        | Ли На и Сан Сюэ                                                   | Прыжки в воду         | Женщины, синхронные прыжки, вышка                        |
|        | Ли Сяопэн                                                         | Спортивная гимнастика | Мужчины, брусья                                          |
|        | Хуан Сюй, Ли Сяопэн, Сяо Цзюньфэн, Син Аовэй, Ян Вэй, Чжэн Лихуэй | Спортивная гимнастика | Мужчины, командное первенство                            |
|        | Лю Сюань                                                          | Спортивная гимнастика | Женщины, бревно                                          |
|        | Тан Линь                                                          | Дзюдо                 | Женщины, 78 кг                                           |
|        | Юань Хуа                                                          | Дзюдо                 | Женщины, свыше 78 кг                                     |
|        | Ян Лин                                                            | Пулевая стрельба      | Мужчины, пневматическая винтовка 10 м, движущаяся мишень |
|        | Цай Ялинь                                                         | Пулевая стрельба      | Мужчины, пневматическая винтовка 10 м                    |
|        | Тао Луна                                                          | Пулевая стрельба      | Женщины, пневматический пистолет 10 м                    |
|        | Кун Линхуэй                                                       | Настольный теннис     | Мужчины, одиночный разряд                                |
|        | Ван Лицинь и Янь Сэнь                                             | Настольный теннис     | Мужчины, парный разряд                                   |
|        | Ван Нань                                                          | Настольный теннис     | Женщины, одиночный разряд                                |
|        | Ли Цзюй и Ван Нань                                                | Настольный теннис     | Женщины, парный разряд                                   |
|        | Чэнь Чжун                                                         | Тхэквондо             | Женщины, свыше 67 кг                                     |
|        | Чжань Сюйган                                                      | Тяжёлая атлетика      | Мужчины, 77 кг                                           |
|        | Ян Ся                                                             | Тяжёлая атлетика      | Женщины, 53 кг                                           |
|        | Чэнь Сяоминь                                                      | Тяжёлая атлетика      | Женщины, 63 кг                                           |
|        | Линь Вэйнин                                                       | Тяжёлая атлетика      | Женщины, 69 кг                                           |
|        | Дин Мэйюань                                                       | Тяжёлая атлетика      | Женщины, свыше 75 кг                                     |
|        | Хуан Наньян и Ян Вэй                                              | Бадминтон             | Женщины, парный разряд                                   |
|        | Ху Цзя                                                            | Прыжки в воду         | Мужчины, вышка                                           |
|        | Го Цзинцзин                                                       | Прыжки в воду         | Женщины, трамплин                                        |
|        | Ли На                                                             | Прыжки в воду         | Женщины, вышка                                           |
|        | Ху Цзя и Тянь Лян                                                 | Прыжки в воду         | Мужчины, синхронные прыжки, вышка                        |
|        | Фу Минся и Го Цзинцзин                                            | Прыжки в воду         | Женщины, синхронные прыжки, трамплин                     |
|        | Дун Чжаочжи, Ван Хайбинь, Е Чун, Чжан Цзе                         | Фехтование            | Мужчины, рапира, командное первенство                    |
|        | Ян Вэй                                                            | Спортивная гимнастика | Мужчины, абсолютное первенство                           |
|        | Лин Цзе                                                           | Спортивная гимнастика | Женщины, брусья                                          |
|        | Ли Шуфан                                                          | Дзюдо                 | Женщины, 63 кг                                           |
|        | Ван Ифу                                                           | Пулевая стрельба      | Мужчины, пневматический пистолет 10 м                    |
|        | Тао Луна                                                          | Пулевая стрельба      | Женщины, спортивный пистолет 25 м                        |
|        | Кун Линхуэй и Лю Голян                                            | Настольный теннис     | Мужчины, парный разряд                                   |
|        | Ли Цзюй                                                           | Настольный теннис     | Женщины, одиночный разряд                                |
|        | Сунь Цзинь и Ян Ин                                                | Настольный теннис     | Женщины, парный разряд                                   |
|        | У Вэньсюн                                                         | Тяжёлая атлетика      | Мужчины, 56 кг                                           |
|        | Ся Сюаньцзэ                                                       | Бадминтон             | Мужчины, одиночный разряд                                |
|        | Е Чжаоин                                                          | Бадминтон             | Женщины, одиночный разряд                                |
|        | Гао Лин и Цинь Июань                                              | Бадминтон             | Женщины, парный разряд                                   |
|        | Цзян Цуйхуа                                                       | Велоспорт             | Женщины, велотрек, гит 500 м                             |
|        | Лян Цинь, Ли На, Лю Инцин, Ян Шаоци                               | Фехтование            | Женщины, шпага, командное первенство                     |
|        | Ян Юнь                                                            | Спортивная гимнастика | Женщины, брусья                                          |
|        | Лю Сюань                                                          | Спортивная гимнастика | Женщины, абсолютное первенство                           |
|        | Лю Юйсян                                                          | Дзюдо                 | Женщины, 52 кг                                           |
|        | Ню Чжиюань                                                        | Пулевая стрельба      | Мужчины, пневматическая винтовка 10 м, движущаяся мишень |
|        | Гао Цзин                                                          | Пулевая стрельба      | Женщины, пневматическая винтовка 10 м                    |
|        | Гао Э                                                             | Стендовая стрельба    | Женщины, траншейный стенд                                |
|        | Лю Голян                                                          | Настольный теннис     | Мужчины, одиночный разряд                                |
|        | Чжан Сянсян                                                       | Тяжёлая атлетика      | Мужчины, 56 кг                                           |
|        | Шэн Цзэтянь                                                       | Греко-римская борьба  | Мужчины, 58 кг                                           |

## Результаты соревнований

### Академическая гребля
В следующий раунд из каждого заезда проходили несколько лучших экипажей (в зависимости от дисциплины). В финал A выходили 6 сильнейших экипажей, остальные разыгрывали места в утешительных финалах B-E.
Мужчины
| Соревнование  | Спортсмены              | Предварительный заезд | Предварительный заезд | Предварительный заезд | Отборочный заезд | Отборочный заезд | Отборочный заезд | Полуфинал      | Полуфинал      | Полуфинал      | Финал   | Финал   | Итоговое место |
| Соревнование  | Спортсмены              | Заезд                 | Время                 | Место                 | Заезд            | Время            | Место            | Заезд          | Время          | Место          | Время   | Место   | Итоговое место |
| ------------- | ----------------------- | --------------------- | --------------------- | --------------------- | ---------------- | ---------------- | ---------------- | -------------- | -------------- | -------------- | ------- | ------- | -------------- |
| двойки парные | Хуа Линцзюнь Лян Хунмин | 3                     | 6:50,94               | 5                     | 3                | 6:43,64          | 4 QC             | не участвовали | не участвовали | не участвовали | Финал C | Финал C | 15             |
| двойки парные | Хуа Линцзюнь Лян Хунмин | 3                     | 6:50,94               | 5                     | 3                | 6:43,64          | 4 QC             | не участвовали | не участвовали | не участвовали | 6:36,97 | 3       | 15             |

### Велоспорт

#### Трековый велоспорт
Победители определялись по результатам одного соревновательного дня. В гите победителей определяли по лучшему времени, показанному на определённой дистанции, а в гонке по очкам и мэдисоне по количеству набранных баллов.
Женщины
| Спортсмен   | Соревнование | Результат       | Место |
| Спортсмен   | Соревнование | Время Очки      | Место |
| ----------- | ------------ | --------------- | ----- |
| Цзян Цуйхуа | Гит с места  | 34,768 (+0,628) |       |
| Ван Янь     | Гит с места  | 35,013 (+0,873) | 4     |

### Дзюдо
Спортсменов — 6
Соревнования по дзюдо проводились по системе на выбывание. В утешительные раунды попадали спортсмены, проигравшие полуфиналистам турнира. Два спортсмена, одержавших победу в утешительном раунде, в поединке за бронзу сражались с проигравшими в полуфинале.
Мужчины
| Спортсмен      | Категория | 1/32               | 1/16                                   | 1/8                                  | Четвертьфиналы                       | Полуфиналы         | Первый доп. раунд                         | Утешительный четвертьфинал             | Утешительный полуфинал | За 3 место Финал   | Место |
| Спортсмен      | Категория | Соперник Результат | Соперник Результат                     | Соперник Результат                   | Соперник Результат                   | Соперник Результат | Соперник Результат                        | Соперник Результат                     | Соперник Результат     | Соперник Результат | Место |
| -------------- | --------- | ------------------ | -------------------------------------- | ------------------------------------ | ------------------------------------ | ------------------ | ----------------------------------------- | -------------------------------------- | ---------------------- | ------------------ | ----- |
| Цзя Юньбин     | до 60 кг  |                    | Тадахиро Номура (JPN) пор. 1000 — 0000 | Не прошёл                            | Не прошёл                            | Не прошёл          | Брэндан Гречковски (USA) пор. 0001 — 1000 | Не прошёл                              | Не прошёл              | Не прошёл          | 13    |
| Чжан Гуанцзюнь | до 66 кг  |                    | Виктор Бивол (MDA) поб. 1000 — 0000    | Эндрю Коллетт (AUS) поб. 1000 — 0000 | Хюсейин Эзкан (TUR) пор. 0000 — 1000 | Не прошёл          |                                           | Араш Миресмаили (IRI) пор. 0001 — 1001 | Не прошёл              | Не прошёл          | 9     |

Женщины
| Соревнование | Спортсмены    | Первый раунд       | 1/8 финала                        | Четвертьфинал                         | Полуфинал                             | Финал                                   | Место |
| Соревнование | Спортсмены    | Соперник Результат | Соперник Результат                | Соперник Результат                    | Соперник Результат                    | Соперник Результат                      | Место |
| ------------ | ------------- | ------------------ | --------------------------------- | ------------------------------------- | ------------------------------------- | --------------------------------------- | ----- |
| до 48 кг     | Чжао Шуньсинь | Не участвовала     | Р. Тамура (JPN) П 0000 — 0010     | Утешительный турнир                   | Утешительный турнир                   | Утешительный турнир                     | 5     |
| до 48 кг     | Чжао Шуньсинь | Не участвовала     | Р. Тамура (JPN) П 0000 — 0010     | Людмила Лусникова (UKR) В 0011 — 0001 | Сара Нишило-Россо (FRA) В 1000 — 0100 | Анна-Мария Граданте (GER) П 0000 — 1000 | 5     |
| до 52 кг     | Ли Юйсян      | Не участвовала     | Й. Диня (ROU) В 0011 — 0000       | Л. Деви (IND) В 1001 — 0000           | Н. Нарадзаки (JPN) П 0001 — 1000      | Утешительный турнир                     | 3     |
| до 52 кг     | Ли Юйсян      | Не участвовала     | Й. Диня (ROU) В 0011 — 0000       | Л. Деви (IND) В 1001 — 0000           | Н. Нарадзаки (JPN) П 0001 — 1000      | Д. Гравенстейн (NED) В 1011 — 0000      | 3     |
| до 57 кг     | Цзюнь Шэнь    | Не участвовала     | Т. Феррейра (BRA) В 1000 — 0000   | Ч. Кавадзутти (ITA) В 0000 — 0000     | Д. Гонсалес (CUB) В 0010 — 0011       | Утешительный турнир                     | 5     |
| до 57 кг     | Цзюнь Шэнь    | Не участвовала     | Т. Феррейра (BRA) В 1000 — 0000   | Ч. Кавадзутти (ITA) В 0000 — 0000     | Д. Гонсалес (CUB) В 0010 — 0011       | К. Кусакабэ (JPN) П 0000 — 1010         | 5     |
| до 63 кг     | Ли Шуфан      | Не участвовала     | О. Артамонова (KGZ) В 0110 — 0001 | Г. Вандекавейе (BEL) В 0000 — 0000    | Д. Галь (ITA) В 0000 — 0000           | С. Ванденэнде (FRA) П 0001 — 0010       | 2     |

### Плавание
Спортсменов — 17
В следующий раунд на каждой дистанции проходили лучшие спортсмены по времени, независимо от места занятого в своём заплыве.
Мужчины
| Спортсмен    | Соревнование        | Предварительные заплывы | Предварительные заплывы | Полуфиналы | Полуфиналы | Финал     | Финал     |
| Спортсмен    | Соревнование        | Результат               | Место                   | Результат  | Место      | Результат | Место     |
| ------------ | ------------------- | ----------------------- | ----------------------- | ---------- | ---------- | --------- | --------- |
| Цзинь Хао    | 400 м вольный стиль | 3:57,32                 | 25                      |            |            | Не прошёл | Не прошёл |
| Оуян Куньпэн | 100 м на спине      | 57,47                   | 34                      | Не прошёл  | Не прошёл  | Не прошёл | Не прошёл |
| Чжу И        | 100 м брасс         | 1:03,20                 | 29                      | Не прошёл  | Не прошёл  | Не прошёл | Не прошёл |
| Се Сюэфэн    | 400 м комплекс      | 4:23,33                 | 21                      |            |            | Не прошёл | Не прошёл |
| Цзинь Хао    | 400 м комплекс      | 4:24,56                 | 25                      |            |            | Не прошёл | Не прошёл |

Женщины
| Спортсменка                       | Соревнование          | Предварительные заплывы | Предварительные заплывы | Полуфиналы | Полуфиналы | Финал     | Финал     |
| Спортсменка                       | Соревнование          | Результат               | Место                   | Результат  | Место      | Результат | Место     |
| --------------------------------- | --------------------- | ----------------------- | ----------------------- | ---------- | ---------- | --------- | --------- |
| Чэнь Хуа                          | 400 м вольным стилем  | 4:10,56                 | 5                       |            |            | 4:13,11   | 8         |
| Лю Лиминь                         | 100 м баттерфляем     | 59,98                   | 18                      | Не прошла  | Не прошла  | Не прошла | Не прошла |
| Жуань И                           | 100 м баттерфляем     | 1:01,16                 | 25                      | Не прошла  | Не прошла  | Не прошла | Не прошла |
| Чжань Шу                          | 100 м на спине        | 1:02,19                 | 7                       | 1:02,92    | 14         | Не прошла | Не прошла |
| Лу Дунхуа                         | 100 м на спине        | 1:02,91                 | 15                      | 1:03,31    | 16         | Не прошла | Не прошла |
| Ци Хуэй                           | 100 м брасс           | 1:09,88                 | 13                      | 1:09,81    | 12         | Не прошла | Не прошла |
| Ли Вэй                            | 100 м брасс           | 1:10,55                 | 19                      | Не прошла  | Не прошла  | Не прошла | Не прошла |
| Чэнь Янь                          | 400 м комплекс        | 4:45,65                 | 11                      |            |            | Не прошла | Не прошла |
| Лю Инь                            | 400 м комплекс        | 4:50,33                 | 19                      |            |            | Не прошла | Не прошла |
| Хань Сюэ Ли Цзинь Сунь Дань Ян Юй | 4х100 м вольный стиль | 3:46,62                 | 9                       |            |            | Не прошли | Не прошли |

### Прыжки в воду
Спортсменов — 8
В индивидуальных прыжках в предварительных раундах складывались результаты квалификации и полуфинальных прыжков. По их результатам в финал проходило 12 спортсменов. В финале они начинали с результатами полуфинальных прыжков.
В синхронных прыжках спортсмены стартовали сразу с финальных прыжков
Мужчины
| Спортсмен         | Соревнование        | Квалификация | Квалификация | Полуфинал | Полуфинал | Всего  | Финал  | Финал | Всего  | Место |
| Спортсмен         | Соревнование        | Очков        | Место        | Очков     | Место     | Всего  | Очков  | Место | Всего  | Место |
| ----------------- | ------------------- | ------------ | ------------ | --------- | --------- | ------ | ------ | ----- | ------ | ----- |
| Сюн Ни            | трамплин            | 457,38       | 1            | 230,40    | 4         | 687,78 | 478,32 | 1     | 652,35 |       |
| Сяо Хайлян        | трамплин            | 419,91       | 5            | 235,92    | 2         | 655,83 | 435,12 | 4     | 652,35 | 4     |
| Тянь Лян          | вышка               | 503,16       | 1            | 201,45    | 2         | 704,61 | 523,08 | 1     | 724,53 |       |
| Ху Цзя            | вышка               | 485,43       | 2            | 206,61    | 1         | 692,04 | 506,94 | 2     | 713,55 |       |
| Сюн Ни Сяо Хайлян | синхронный трамплин |              |              |           |           |        |        |       | 365,58 |       |
| Тянь Лян Ху Цзя   | синхронная вышка    |              |              |           |           |        |        |       | 358,74 |       |

Женщины
| Спортсмен            | Соревнование        | Квалификация | Квалификация | Полуфинал | Полуфинал | Всего  | Финал  | Финал | Всего  | Место |
| Спортсмен            | Соревнование        | Очков        | Место        | Очков     | Место     | Всего  | Очков  | Место | Всего  | Место |
| -------------------- | ------------------- | ------------ | ------------ | --------- | --------- | ------ | ------ | ----- | ------ | ----- |
| Фу Минся             | трамплин            | 342,75       | 1            | 242,82    | 2         | 585,57 | 366,60 | 1     | 609,42 |       |
| Го Цзинцзин          | трамплин            | 332,67       | 2            | 251,22    | 1         | 583,89 | 346,59 | 2     | 597,81 |       |
| Ли На                | вышка               | 366,66       | 2            | 196,23    | 1         | 562,89 | 345,78 | 3     | 542,01 |       |
| Сан Сюэ              | вышка               | 374,79       | 1            | 196,11    | 2         | 570,90 | 316,92 | 6     | 513,03 | 4     |
| Фу Минся Го Цзинцзин | синхронный трамплин |              |              |           |           |        |        |       | 321,60 |       |
| Ли На Сан Сюэ        | синхронная вышка    |              |              |           |           |        |        |       | 345,12 |       |

### Стрельба
Спортсменов — 7
После квалификации лучшие спортсмены по очкам проходили в финал, где продолжали с очками, набранными в квалификации. В некоторых дисциплинах квалификация не проводилась. Там спортсмены выявляли сильнейшего в один раунд.
Мужчины
| Спортсмен    | Соревнование   | Квалификация | Место | Финал     | Место     | Всего | Место |
| ------------ | -------------- | ------------ | ----- | --------- | --------- | ----- | ----- |
| Ван Ифу      | Пистолет, 10 м | 590 (OR)     | 2     | 96,9      | 7         | 686,9 |       |
| Тань Цзунлян | Пистолет, 10 м | 578          | 11    | Не прошёл | Не прошёл | 578   | 11    |
| Чжан Юнцзе   | Трап           | 114          | 9     | Не прошёл | Не прошёл | 114   | 9     |

Женщины
| Спортсмен   | Соревнование   | Квалификация | Место | Финал     | Место     | Всего | Место |
| ----------- | -------------- | ------------ | ----- | --------- | --------- | ----- | ----- |
| Гао Цзин    | Винтовка, 10 м | 394          | 6     | 103,2     | 1         | 497,2 |       |
| Чжао Инхуэй | Винтовка, 10 м | 393          | 9     | Не прошла | Не прошла | 393   | 9     |
| Тао Луна    | Пистолет, 10 м | 390 (OR)     | 1     | 98,2      | 5         | 488,2 |       |
| Жэнь Цзе    | Пистолет, 10 м | 379          | 16    | Не прошла | Не прошла | 379   | 16    |

### Триатлон
Спортсменов — 2
Триатлон дебютировал в программе летних Олимпийских игр. Соревнования состояли из 3 этапов — плавание (1,5 км), велоспорт (40 км), бег (10 км).
Женщины
| Спортсмен | Соревнование      | Плавание | Велоспорт  | Бег      | Итоговое время | Место | Отставание |
| --------- | ----------------- | -------- | ---------- | -------- | -------------- | ----- | ---------- |
| Ван Дань  | личное первенство | 20:50,78 | 1:08:52,20 | 39:06,12 | 2:08:49,10     | 32    | +08:08,58  |
| Ши Мэн    | личное первенство | 20:26,18 | 1:12:42,23 | 43:32,32 | 2:16:40,73     | 40    | +16:00,21  |

### Тяжёлая атлетика
Спортсменов — 4
В рамках соревнований по тяжёлой атлетике проводятся два упражнения — рывок и толчок. В каждом из упражнений спортсмену даётся 3 попытки, в которых он может заказать любой вес, кратный 2,5 кг. Победитель определяется по сумме двух упражнений.
Мужчины
| Спортсмен   | Категория | Вес   | Рывок | Рывок | Рывок | Толчок | Толчок | Толчок | Всего | Место |
| Спортсмен   | Категория | Вес   | 1     | 2     | 3     | 1      | 2      | 3      | Всего | Место |
| ----------- | --------- | ----- | ----- | ----- | ----- | ------ | ------ | ------ | ----- | ----- |
| У Вэньсюн   | до 56 кг  | 55,48 | 125,0 | 130,0 | 130,0 | 157,5  | 162,5  | 162,5  | 287,5 |       |
| Чжан Сянсян | до 56 кг  | 55,94 | 125,0 | 130,0 | 130,0 | 157,5  | 157,5  | 162,5  | 287,5 |       |
| Лэ Маошэн   | до 62 кг  | 61,28 | 140,0 | 145,0 | 145,0 | 175,0  | 177,5  | 177,5  | 315,0 | 4     |

Женщины
| Спортсмен | Категория | Вес   | Рывок | Рывок | Рывок | Толчок | Толчок | Толчок | Всего      | Место |
| Спортсмен | Категория | Вес   | 1     | 2     | 3     | 1      | 2      | 3      | Всего      | Место |
| --------- | --------- | ----- | ----- | ----- | ----- | ------ | ------ | ------ | ---------- | ----- |
| Ян Ся     | до 53 кг  | 52,46 | 95,0  | 97,5  | 100,0 | 122,5  | 125,0  | —      | 225,0 (WR) |       |

### Фехтование
Спортсменов — 6
В индивидуальных соревнованиях спортсмены сражаются три раунда по три минуты, либо до того момента, как один из спортсменов нанесёт 15 уколов. В командных соревнованиях поединок идёт 9 раундов по 4 минуты каждый, либо до 45 уколов. Если по окончании времени в поединке зафиксирован ничейный результат, то назначается дополнительная минута до «золотого» укола.
Мужчины
| Соревнование         | Спортсмены                             | 1/32 финала                        | 1/16 финала                         | 1/8 финала                       | Четвертьфиналы                      | Полуфиналы           | Финал матч за 3-е место | Место |
| Соревнование         | Спортсмены                             | Соперник Результат                 | Соперник Результат                  | Соперник Результат               | Соперник Результат                  | Соперник Результат   | Соперник Результат      | Место |
| -------------------- | -------------------------------------- | ---------------------------------- | ----------------------------------- | -------------------------------- | ----------------------------------- | -------------------- | ----------------------- | ----- |
| Индивидуальная шпага | Чжао Ган (23)                          | Мохамад Саиф (EGY) (42) поб. 15:12 | Оливер Кайзер (AUT) (10) поб. 15:12 | Аттила Фекете (HUN) (7) поб. 9:8 | Марсель Фишер (SUI) (18) пор. 10:15 | Завершил выступление | Завершил выступление    | 8     |
| Индивидуальная шпага | Вань Вэйсинь (32)                      | Милис Лойт (EST) (33) пор. 7:15    | Завершил выступление                | Завершил выступление             | Завершил выступление                | Завершил выступление | Завершил выступление    | 37    |
| Командная шпага      | Вань Вэйсинь Чжао Чуньшэн Чжао Ган (6) |                                    |                                     | Австралия (11) · пор.38:45       |                                     | За 9-11-е места      | За 11-е место           | 11    |
| Командная шпага      | Вань Вэйсинь Чжао Чуньшэн Чжао Ган (6) | Австрия (7) · пор. 35:45           | не участвовали                      | Австралия (11) · пор.38:45       |                                     |                      |                         | 11    |

Женщины
| Соревнование         | Спортсмены                  | 1/32 финала                      | 1/16 финала                              | 1/8 финала            | Четвертьфиналы           | Полуфиналы                 | Финал матч за 3-е место | Место |
| Соревнование         | Спортсмены                  | Соперник Результат               | Соперник Результат                       | Соперник Результат    | Соперник Результат       | Соперник Результат         | Соперник Результат      | Место |
| -------------------- | --------------------------- | -------------------------------- | ---------------------------------------- | --------------------- | ------------------------ | -------------------------- | ----------------------- | ----- |
| Индивидуальная шпага | Ян Шаоци (19)               | не участвовала                   | Тимеа Надь (HUN) (14) пор. 8:11          | Завершила выступление | Завершила выступление    | Завершила выступление      | Завершила выступление   | 23    |
| Индивидуальная шпага | Лян Цинь (23)               | не участвовала                   | Маргарита Дзалаффи (ITA) (10) пор. 11:15 | Завершила выступление | Завершила выступление    | Завершила выступление      | Завершила выступление   | 25    |
| Индивидуальная шпага | Ли На (27)                  | Мэй Мустафа (EGY) (38) поб. 15:5 | Имке Дуплитцер (GER) (6) пор. 12:15      | Завершила выступление | Завершила выступление    | Завершила выступление      | Завершила выступление   | 30    |
| Командная шпага      | Ли На Лян Цинь Ян Шаоци (7) |                                  |                                          |                       | Франция (2) · поб. 45:42 | Швейцария (3) · пор. 33:45 | За 3-е место            | 3     |
| Командная шпага      | Ли На Лян Цинь Ян Шаоци (7) | Венгрия (1) · пор. 41:39         |                                          |                       | Франция (2) · поб. 45:42 | Швейцария (3) · пор. 33:45 |                         | 3     |